# Miconia secundiflora
Miconia secundiflora är en tvåhjärtbladig växtart som beskrevs av Célestin Alfred Cogniaux. Miconia secundiflora ingår i släktet Miconia och familjen Melastomataceae. Inga underarter finns listade i Catalogue of Life.